# Nikolai Pawlowitsch Akimow
Nikolai Pawlowitsch Akimow (russisch Николай Павлович Акимов; * 3.jul. / 16. April 1901greg. in Charkiw; † 6. September 1968 in Moskau) war ein sowjetischer Theaterregisseur und -produzent, Bühnenbildner sowie Grafiker.

## Biografie
Akimow war der Sohn eines Eisenbahnbeamten. 1910 zog die Familie berufsbedingt nach Zarskoje Selo und später nach Sankt Petersburg.
Ab 1914 besuchte Akimow Kunstkurse an einer Abendschule und war von 1916 bis 1918 Schüler von Mstislaw Dobuschinski. Danach entwarf er in Petrograd Plakate für die Proletkult-Bewegung und betätigte sich von 1920 bis 1922 als Zeichenlehrer in Charkiw. Anschließend erhielt Akimow eine Stelle beim örtlichen Kindertheater und stattete dort Stücke aus, u. a. in Zusammenarbeit mit Wsewolod Meyerhold. Gleichzeitig arbeitete er für das Theater Красный факел (Krasny fakel; dt.: Rote Fackel). Ab 1923 war Akimow am WChUTEMAS aktiv. Er lernte in dieser Zeit Nikolai Nikolajewitsch Jewreinow kennen und entwarf das Bühnenbild für dessen Hamletversion. In den Folgejahren arbeitete Akimow für diverse Häuser, darunter das Akademische Dramatheater in Leningrad. 1926 beteiligte er sich an der Gründung des Leningrader Satiretheaters, arbeitete aber auch für das Moskauer Künstlertheater und zeichnete erstmals Theaterplakate.
1932 inszenierte Akimow am Wachtangow-Theater seine erste eigene Aufführung, eine umstrittene Interpretation von Hamlet. Drei Jahre später wurde ihm die Leitung des Leningrader Satire- und Komödientheaters übertragen, das anschließend in Leningrader Komödientheater umbenannt wurde. Er behielt diesen Posten bis 1949 und nahm ihn 1956 erneut an. Prägnant war seine Zusammenarbeit mit Jewgeni Schwarz. Nach Ausbruch des Krieges wurde das Theater nach Stalinabad evakuiert. Aufgrund schlechter Kritiken verlegte Akimow seine berufliche Tätigkeit 1949 auf den Verkauf selbstgezeichneter Porträts. Einer Einladung Nikolai Ochlopkows folgend ging er 1950 nach Moskau, um Der Direktor von Samuil Aljoschin zu inszenieren. Ab 1951 leitete Akimow für fünf Jahre das Leningrader Neue Theater (ab 1953 Lensowjet-Theater). Zwei Jahre vor seinem Tod brachte er an der Comédie-Française Kretschinskis Hochzeit auf die Bühne.
Im Laufe der Jahre war Akimow an Bühnenbearbeitungen von über 50 verschiedenen Stücken beteiligt, darunter sowohl zeitgenössische wie auch klassische Werke russischsprachiger und ausländischer Autoren. Einige seiner Produktionen wurden auch fürs Fernsehen aufgezeichnet, darunter ein 1956 von Iossif Schapiro inszeniertes biografisches Stück über Sofja Kowalewskaja, zu dem Akimow selbst das Drehbuch schrieb. Von den 1920er bis in die 40er Jahre stattete er auch vereinzelt Spielfilme aus, darunter Der unsterbliche Kaschtschai (1944) und Aschenbrödel (1947).
Von 1954 bis 1968 unterrichtete Akimow am Leningrader Staatlichen Institut für Theater, Musik und Kinematographie und leitete die Fakultät für Kunst und Produktion. 1960 wurde ihm der Professorentitel verliehen. 1957 hielt er beim 1. Allunionskongress der Künstler in Moskau ein Referat.
Akimow starb während eines Tourneeaufenthaltes in Moskau und wurde auf dem Wolkowo-Friedhof beigesetzt. In seinem Nachlass fand sich eine enorme Anzahl an Zeichnungen und Skizzen.

## Privates und Sonstiges
Akimow war zunächst mit der Regisseurin Nadeschda Koschewerowa und danach ab 1934 mit der Schauspielerin Jelena Junger verheiratet. Aus der zweiten Verbindung stammten die Töchter Anna (* 1934) und Nina (1945–2020), letztere folgte ihrer Mutter beruflich.
Er ist nicht mit den Darstellern Nikolai Iwanowitsch Akimow (1895–1965) und Nikolai Wassiljewitsch Akimow (* 1950) identisch.

## Würdigungen
Bereits 1927 erschien ein Buch über Akimows Schaffen, dazu kamen später zwei Dokumentarfilme.
Ab 1956 fanden in Moskau und Leningrad Ausstellungen seiner Grafiken statt.
Das von Akimow geleitete Komödientheater erhielt 1967 den Titel Akademisches Theaters und wurde 1986 nach ihm benannt. Auch der Asteroid (4521) Akimov trägt seinen Namen.
Darüber hinaus war er Träger folgender Auszeichnungen:
- Titel Verdienter Kunstschaffender der RSFSR (1939)
- Orden des Roten Banners der Arbeit (1939, 1961)
- Titel Volkskünstler der RSFSR (1945)
- Silbermedaille bei der Expo 58
- Titel Volkskünstler der UdSSR (1960)
- Medaille „Für die Verteidigung Leningrads“
- Medaille „Für heldenmütige Arbeit im Großen Vaterländischen Krieg 1941–1945“
- Medaille „Zum 250-jährigen Jubiläum Leningrads“